# Pont de Gras
Le pont de Gras est un ouvrage situé à Guérande et Saint-Lyphard, France.

## Caractéristiques
Le pont de Gras est situé à la limite entre les communes de Guérande et Saint-Lyphard, en Loire-Atlantique. Situé sur le chemin reliant les villages de Kerbourg et Gras (qui lui donne son nom), il permet de franchir le Mès juste avant les marais de Pompas.
Il s'agit plus d'un gué que d'un pont : il est formé d'un alignement de grosses pierres plates posées à même le sol sur quelques dizaines de mètres, en travers du lit du cours d'eau, au milieu des roseaux. Au centre, la pierre principale est surélevée afin de permettre au Mès de s'écouler par-dessous. L'ensemble provoque une sorte de petit barrage. En hiver, il arrive que le gué soit submergé en plusieurs endroits.

## Historique
Le pont daterait de l'époque gallo-romaine, vers le Ier siècle,.
À la suite de l'affaissement de la dalle centrale, le pont est restauré en 2014.